# Vườn quốc gia Nambung
Vườn quốc gia Nambung là một vườn quốc gia ở Tây Úc, Úc. Nó nằm cách thành phố Perth 162 km về phía Tây Bắc.